# Protapanteles longiantennatus
Protapanteles longiantennatus är en stekelart som först beskrevs av You och Xiong 1987.  Protapanteles longiantennatus ingår i släktet Protapanteles och familjen bracksteklar. Inga underarter finns listade i Catalogue of Life.